# Lucien-René Delsalle
Lucien-René Delsalle (10 octobre 1935 à Comines- 8 août 2018 à Périgueux) est un historien français spécialiste de Rouen.

## Biographie
Né en 1935, Lucien-René Delsalle habite à Rouen à partir de 1964. Diplômé en histoire, il enseigne l'histoire au lycée Camille-Saint-Saëns pendant une trentaine d'années.
Attaché à la sauvegarde du patrimoine, il est membre de plusieurs associations comme la Commission départementale des Antiquités de la Seine-Maritime, la Société des Amis des monuments rouennais et la Société de l'histoire de Normandie.
Il est décédé le 8 août 2018 et inhumé à Peyrignac.

## Publications
- Vivre à Rouen : 1450-1550, Rouen, CRDP, 1975, 146 p.
- Un quartier de Rouen : Grieu-Vallon Suisse, Luneray, Berthout, 1978, 103 p.
- « Un monument oublié : l'abbaye de Saint-Amand », Bulletin des Amis des monuments rouennais,‎ 1979-1980, p. 31-57
- Rouen et les Rouennais au temps de Jeanne d'Arc : 1400-1470, Rouen, éd. du P'tit Normand, 1982, 319 p.
- « D'anciens établissements industriels sur le Robec », Bulletin des Amis des monuments rouennais, octobre 1989 - septembre 1990, p. 75 à 86
- 1591-1592, Devant Sainte-Catherine, les Rouennais défient Henri IV, Luneray, Berthout, 1992, 270 p. (ISBN 2867431360)
- Entre Robec et Aubette : Mille ans d'histoire à l'est de Rouen, Bois-Guillaume, 1994, 480 p. (ISBN 2-9507266-0-7)
- « Mutation d'un ensemble industriel sur le Robec la teinturerie Auvray », Bulletin des Amis des monuments rouennais,‎ 2012-2013, p. 37-45 (ISBN 978-2-918609-04-9)
- « Les religieux du tiers-ordre de Saint-François, de Croisset à Rouen », Bulletin des Amis des monuments rouennais,‎ 2013-2014, p. 37-50 (ISBN 978-2-918609-06-3)
- Rouen à la Renaissance : Sur les pas de Jacques Le Lieur, L'Armitière, 2007, 591 p. (ISBN 9782952831413)
- Les moulins du Robec et de l'Aubette : découverte du patrimoine à contre-courant, Fontaine-le-Bourg, Le Pucheux, 2016, 287 p. (ISBN 9782918856351).